# All Saints: Medical Response Unit
All Saints (ook bekend als All Saints: Medical Response Unit) was een populaire Australische ziekenhuisserie. De serie werd vanaf 24 februari 1998 uitgezonden op de Australische televisie en werd beëindigd op 27 oktober 2009. Ze wordt ook in verscheidene andere landen uitgezonden, waaronder Ierland, België, Iran, Verenigd Koninkrijk en Israël.

## Mark Priestley
Op 27 augustus 2008 bracht All Saints-acteur Mark Priestley de Australische mediawereld in beroering door zich van het leven te beroven, nadat hij uit een hotelkamer in Sydney gesprongen was.
Priestley leed aan een langdurige depressie en was slechts 32 jaar oud. De populaire acteur speelde de rol van verpleger Dan Goldman, die hij uiteindelijk vier jaar lang heeft vertolkt.

## Rolverdeling
| Acteur              | Rol                            | Duur                 | Afleveringen                    | Aantal afleveringen |
| ------------------- | ------------------------------ | -------------------- | ------------------------------- | ------------------- |
| Judith McGrath      | Yvonne 'Von' Ryan              | 1998–2009            | 001-493                         | 489                 |
| Georgie Parker      | Therese 'Terri' Sullivan       | 1998–2005            | 001–313                         | 287                 |
| Martin Lynes        | Dr. Luciano 'Luke' Forlano     | 1998–2004            | 001–266                         | 260                 |
| Ben Tari            | Jared Levine                   | 1998–2003, 2005      | 001–235, 320                    | 234                 |
| Libby Tanner        | Bronwyn Craig                  | 1998–2003            | 001–218, 221                    | 210                 |
| Brian Vriends       | Ben Markham                    | 1998–2003            | 001–218                         | 190                 |
| Jeremy Cumpston     | Connor Costello                | 1998–2001            | 001–158                         | 156                 |
| Kirrily White       | Stephanie Markham †            | 1998–2000            | 001–107, 142                    | 108                 |
| Andrew McKaige      | Dr. Peter Morrison             | 1998–1999            | 001–053                         | 51                  |
| Sam Healy           | Jasmine Hillerman              | 1998–1999            | 001–052                         | 50                  |
| Erik Thomson        | Dr. Mitchell 'Mitch' Stevens † | 1999–2003            | 045–221                         | 176                 |
| Celia Ireland       | Regina Butcher                 | 1999–2000, 2002–2005 | 058–101, 208–306                | 121                 |
| Ling-Hsueh Tang     | Dr. Kylie Preece               | 1999–2002            | 084–209, 221                    | 87                  |
| Belinda Emmett      | Jodi Horner                    | 2000–2001            | 118–162                         | 43                  |
| Conrad Coleby       | Scott Zinenko                  | 2001–2004            | 127–286                         | 153                 |
| Natasha Beaumont    | Rebecca Green                  | 2001–2003            | 152–235                         | 64                  |
| Josh Quong Tart     | Matthew Horner                 | 2001–2002, 2003      | 162–204, 221-246                | 67                  |
| Jenni Baird         | Paula Morgan                   | 2001–2004            | 166–266                         | 101                 |
| Paul Tassone        | Nelson Curtis                  | 2001–2006            | 168–349                         | 182                 |
| Tammy MacIntosh     | Dr. Charlotte Beaumont         | 2002–2009            | 184–493                         | 288                 |
| Henry Nixon         | Sterling McCormack             | 2003–2004            | 221-272                         | 52                  |
| Christopher Gabardi | Dr. Vincent Hughes             | 2003–2007            | 223–347, 367–396                | 155                 |
| Wil Traval          | Dr. Jack Quade                 | 2004–2008            | 256–455                         | 193                 |
| John Howard         | Dr. Frank Campion              | 2004–2009            | 265–493                         | 229                 |
| Natalie Saleeba     | Jessica Singleton              | 2004–2006            | 265–344                         | 79                  |
| Alexandra Davies    | Cate McMasters                 | 2004–2007            | 270–387, 397–423 (teruggekeerd) | 134                 |
| Mark Priestley      | Dan Goldman                    | 2004–2008            | 278–455                         | 170                 |
| Chris Vance         | Dr. Sean Everleigh †           | 2005–2007            | 334–393                         | 55                  |
| Jolene Anderson     | Erica Templeton †              | 2006–2008            | 345–448                         | 104                 |
| Andrew Supanz       | Dr. Bartholomew 'Bart' West    | 2006–2009            | 349–493                         | 137                 |
| John Waters         | Dr. Miklos 'Mike' Vlasek       | 2006, 2007–2009      | 350–361, 379–493                | 123                 |
| Virginia Gay        | Gabrielle Jaeger               | 2006–2009            | 353–493                         | 138                 |
| Allison Cratchley   | Dr. Zoe Gallagher              | 2006–2008            | 359–436                         | 78                  |
| Jack Campbell       | Dr. Steven Taylor              | 2007–2009            | 401–493                         | 90                  |
| Alix Bidstrup       | Amy Fielding                   | 2008–2009            | 442–493                         | 48                  |
| Kip Gamblin         | Dr. Adam Rossi                 | 2008–2009            | 452–493                         | 42                  |
| Ella Scott Lynch    | Claire Anderson                | 2008–2009            | 453–493                         | 41                  |
| Mirrah Foulkes      | Jo Mathieson                   | 2009                 | 457–493                         | 37                  |
| Jonathan Wood       | Dr. Elliott Parker             | 2009                 | 485–493                         | 9                   |